# 16è Festival Internacional de Cinema de Berlín
El 16è Festival Internacional de Cinema de Berlín va tenir lloc entre el 24 de juny i el 5 de juliol de 1966. L'Os d'Or fou atorgat a la pel·lícula britànica Cul-de-sac dirigida per Roman Polanski.

## Jurat
Es va anunciar que el jurat del festival estaria format per les següents persones:
- Pierre Braunberger (president)
- Franz Seitz
- Emilio Villalba Welsh
- Khwaja Ahmad Abbas
- Pier Paolo Pasolini
- Lars Forssell
- Hollis Alpert
- Helmuth de Haas
- Kurt Heinz

## Pel·lícules en competició
Les següents pel·lícules van competir per l'Os d'Or:
| Títol original               | Director(s)              | País           |
| ---------------------------- | ------------------------ | -------------- |
| Cul-de-sac                   | Roman Polanski           | Regne Unit     |
| Der Weibsteufel              | Georg Tressler           | Àustria        |
| Georgy girl                  | Silvio Narizzano         | Regne Unit     |
| Jakten                       | Yngve Gamlin             | Suècia         |
| La caza                      | Carlos Saura             | Espanya        |
| Le stagioni del nostro amore | Florestano Vancini       | Itàlia         |
| Les coeurs verts             | Édouard Luntz            | França         |
| Lord Love a Duck             | George Axelrod           | Estats Units   |
| Masculin, féminin            | Jean-Luc Godard          | França         |
| Nayak                        | Satyajit Ray             | Índia          |
| O fovos                      | Kostas Manoussakis       | Grècia         |
| O Padre e a Moça             | Joaquim Pedro de Andrade | Brasil         |
| Schonzeit für Füchse         | Peter Schamoni           | RFA            |
| The Group                    | Sidney Lumet             | Estats Units   |
| Una questione d'onore        | Luigi Zampa              | Itàlia, França |

## Premis

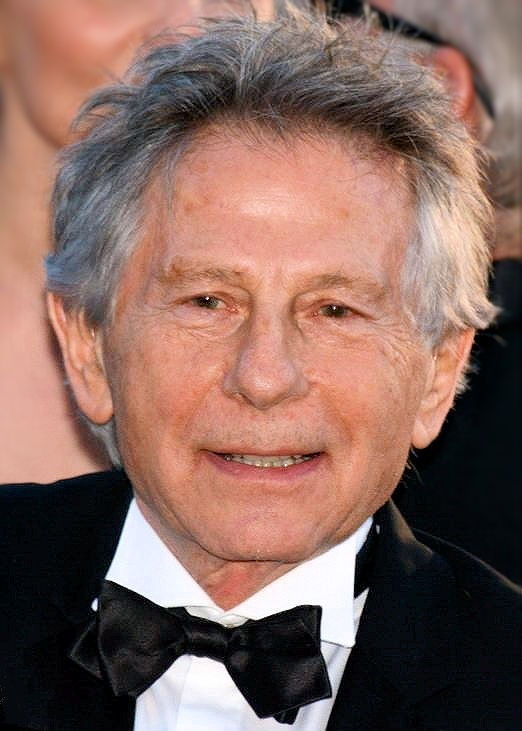
Roman Polanski, guanyador de l'Os d'Or.

El jurat va atorgar els següents premis:
- Os d'Or: Cul-de-sac de Roman Polanski
- Os de Plata a la millor direcció: Carlos Saura per La caza
- Os de Plata a la millor interpretació femenina: Lola Albright per Lord Love a Duck
- Os de Plata a la millor interpretació masculina: Jean-Pierre Léaud per Masculin, féminin
- Os de Plata Premi Extraordinari del Jurat: 
  - Jakten de Yngve Gamlin
  - Schonzeit für Füchse de Peter Schamoni
- Reconeixement especial: Nayak de Satyajit Ray
- Premi Festival de la Joventut
  - Millor curtmetratge adaptat per la joventut: High Steel de Don Owen
  - Millor pel·lícula adaptada per la joventut:: Masculin, féminin de Jean-Luc Godard
- Premi Pel·lícula Juvenil- Menció honorífica
  - Millor curtmetratge per la joventut: Les cœurs verts de Édouard Luntz
- Premi FIPRESCI
  - Le stagioni del nostro amore de Florestano Vancini
- Premi FIPRESCI – Menció honorífica
  - Max Ophüls
- Premi Interfilm 
  - Le stagioni del nostro amore de Florestano Vancini
- Premi Interfilm - Menció honorífica 
  - Masculin, féminin de Jean-Luc Godard
- Premi OCIC 
  - Georgy girl de Silvio Narizzano
- Premi UNICRIT 
  - Nayak de Satyajit Ray